# Rosemary Leach
Rosemary Anne Leach, född 18 december 1935 i Much Wenlock, Shropshire, död 21 oktober 2017 i London, var en brittisk skådespelare. Leach medverkade bland annat i filmer som Uppbrottet (1973) och Ett rum med utsikt (1985), samt i TV-serier som Juvelen i kronan (1984), Charmören (1987), Lycksökerskorna (1995), Berkeley Square (1998) och Jämna plågor (2003–2007).

## Filmografi i urval
- 1965 – Sherlock Holmes (TV-serie)
- 1973 – Uppbrottet
- 1974 – The Prince of Denmark (TV-serie)
- 1979 – S.O.S. Titanic (TV-film)
- 1978–1980 – Life Begins at Forty (TV-serie)
- 1984 – Juvelen i kronan (TV-serie)
- 1985 – En sköldpaddas dagbok
- 1985 – Ett rum med utsikt
- 1987 – Charmören (TV-serie)
- 1990 – The Children
- 1993 – The Mystery of Edwin Drood
- 1993 – Beatrix Potters underbara sagovärld (TV-serie)
- 1992–1993 – Growing Pains (TV-serie)
- 1995 – Lycksökerskorna (TV-serie)
- 1997–1998 – Björnbärsstigen (TV-serie)
- 1998 – Berkeley Square (TV-serie)
- 1999 – Tilly Trotter (TV-serie)
- 1999 – Vad hände med Harold Smith?
- 2001 – Morden i Midsomer (TV-serie)
- 2004 – Holby City (TV-serie)
- 2004–2005 – Tillbaka till Aidensfield (TV-serie)
- 2003–2007 – Jämna plågor (TV-serie)